# Klipszelő fogó
A klipszelő fogó kézi szerszám kötözéshez, amely összenyomásával a belehelyezett huzalklipszet rányomja a célhelyre.
Használható szalámi töltésekor a szalámivégek zárására (természetes bélhez nem ajánlott, sokkal inkább a Faser-műbélhez vagy textilbélhez); vagy drótkerítés kötözéséhez, krumplis vagy hagymás zsák összekötözéséhez is.
Összenyomása tökéletes záráshoz 2-3 kézmozdulatot igényel, a klipszvégek rányomása biztosítja, hogy a klipsz ne nyíljon szét.
Ajánlott kaliber: 50–110 között.